# Ylemmäinen (sjö i Jockas, Södra Savolax)
Ylemmäinen är en sjö i kommunen Jockas i landskapet Södra Savolax i Finland. Arean är 42 hektar och strandlinjen är 2,64 kilometer lång. Sjön  ingår i Vuoksens huvudavrinningsområde.   Den ligger omkring 35 kilometer öster om S:t Michel och omkring 230 kilometer nordöst om Helsingfors. 